# ロバート・オズボーン (映画史家)
ロバート・ジョリーン・オズボーン (Robert Jolin Osborne, 1932年5月3日 - 2017年3月6日) は、アメリカ合衆国の俳優、映画史家、テレビ司会者。ケーブルチャンネルの「ターナー・クラシック・ムービーズ」の司会者としてよく知られた。それ以前にはザ・ムービー・チャンネルの司会を務めた。またハリウッド・リポーター誌のコラムニストでもあった。オズボーンはアカデミー賞の公式史も執筆しており、初版は1988年に出版され、最近では2013年に改訂されている。

## 生い立ち
オズボーンは1932年5月3日にワシントン州コルファクスの小さな町で生まれた。父親は公立学校の教師であったロバート・ユージーン・オズボーン、母親はヘイゼル・アイダ（旧姓ジョリーン）であった。オズボーンはワシントン大学でジャーナリズムを学んだ。

## 経歴
オズボーンはデジ・アーナズとルシル・ボールが創立したデシル・スタジオの契約俳優としてその経歴を始めた。そこでオズボーンはルシル・ボールのデシル・ワークショップに参加し、ボールはオズボーンやキャロル・クックといった若いパフォーマーと共演しながら彼らを育てた。

## 参照
Notes
1. ↑  King, Susan (2013年11月4日). “Robert Osborne: a classic gentleman”. Los Angeles Times 2017年3月6日閲覧. "Osborne's hosting gig on TCM has made him a superstar among classic film buffs."
2. ↑  Puente, Maria (2017年3月6日). “Robert Osborne, Turner Classic Movies host, dies at 84”. USA Today 2017年3月6日閲覧。
3. ↑  Family information from Ancestry.com census records
4. 1 2  Barnes, Mike (2017年3月6日). “Robert Osborne, Beloved Host of Turner Classic Movies, Dies at 84”. The Hollywood Reporter (Prometheus Global Media) 2017年3月6日閲覧。
5. ↑  “Face of TCM Robert Osborne (’54) inducted into Alumni Hall of Fame”. University of Washington. 2017年3月7日閲覧。
6. ↑  Karol, Michael (2004). Lucy A to Z: The Lucille Ball Encyclopedia. iUniverse. p. 307. ISBN 9780595752133